# 三菱Pajero Mini
- 關於一般乘用車輛，請見「三菱Pajero」。
- 關於此款輕型車之放大版，請見「三菱Pajero Junior」。
- 關於小型SUV，請見「三菱Pajero iO」。
- 關於以Pajero為基礎而製造之軍用車，請見「三菱73式吉普車」。

三菱Pajero Mini（日语：三菱・パジェロミニ）乃日本三菱汽車自1994年至2013年間開發製造的輕型運動型多用途車，並衍生出三菱Pajero Junior以及特仕車「三菱Pajero Mini Duke」、「三菱Pajero Mini Lynx」等（詳見後述）。

## 概要
1990年代日本車壇掀起一股RV風潮，搭上這股風潮的三菱Pajero銷量大幅度增長。提到四輪驅動車的代名詞，除了同公司的三菱Jeep以外，Pajero也受到廣泛的認可。原廠多次將該車款投入巴黎達卡拉力賽（後稱達喀爾拉力賽）參賽，並多次奪下冠軍寶座，在歐盟、非洲、中東等地具有相當高的知名度。甚至在三菱Proudia、三菱Dignity等旗艦車款中斷銷售期間，Pajero也被原廠定位成標誌性車款。
眼見鈴木Jimny多年來盤踞輕型SUV的霸主寶座多年，原廠自然也想分一杯羹，遂於1994年推出此車款。當時的宣傳口號是「人氣車款Pajero的弟弟」，並公開向消費者募集新車名，於是獲得「Pajero Mini」之名。

## 歷史

### 第一代H51/56A系（1994年-1998年）
1994年 - 12月正式發售，機械構造上流用三菱Minicab的驅動系統與變速箱，底盤採用單體硬殼式結構車體加上梯形車架。車體風格為三門，車尾門採橫開式。在被動安全配備方面，具有四輪ABS防鎖死煞車系統。驅動方式除了FR之外，名為「Easy Select 4WD」的分時四驅系統可讓駕駛人選擇切換「Hi」和「Low」兩種四輪驅動模式。動力心臟有659c.c.直列四缸SOHC 4A30型自然進氣、659c.c.直列四缸DOHC 4A30型雙渦流渦輪增壓引擎（附中冷器）等二種選擇，前者可輸出馬力52ps / 7,000rpm、扭力6.0kg・m / 5,000rpm，後者則可輸出馬力64ps / 7,000rpm、扭力9.9kg・m / 3,000rpm，配合三速自排或五速手排變速箱。自然進氣版車型為「XR」、渦輪增壓版為「VR」，再依配備多寡區分「I」或「II」車型。
1995年 - 11月衍生車款三菱Pajero Junior問世，差異點在於1.1L直列四缸SOHC 4A31型引擎及爆龜寬體的外形。
1996年 - 1月推出「1st Anniversary」特仕車，5月推出「Skipper」特仕車，包含專屬保桿、尾翼、輪圈及專屬藍黑色座椅。6月進行部分改良，將駕駛座安全氣囊、複合曲面車側後視鏡、防眩車內後視鏡、遮陽板化妝鏡等列入全車系標準配備，同時入門車款追加自排變速箱。
1997年 - 5月29日實施小改款，將前輪碟煞及第三煞車燈納入標準配備，並推出「Desert Cruiser」和「Double Sunroof」等二款特仕車。同年9月6日推出特仕車「White Skipper」及「Iron Cross」，前者包含專屬車色、輪圈、車側條紋、車側鍍金後視鏡外殼、備胎罩、抗紫外線黑色玻璃、尾翼、銀色前下護板、AM/FM/錄音帶播放機、電動窗、免鑰匙感應門鎖系統（keyless entry system）、中控鎖等配備，後者則配置專屬車頂架、抗紫外線黑色玻璃、備胎罩、黑灰或紅銀車身塗裝、車側飾條、前防撞鋼管附霧燈等。同年12月9日「三菱Pajero Mini Duke」發售，具備直柵式水箱罩、車側護飾板、墨綠色座椅、黑色內裝等配備。
1998年 - 1月7日和衍生車款三菱Pajero Junior共同推出「Anniversary Limited」特仕車。

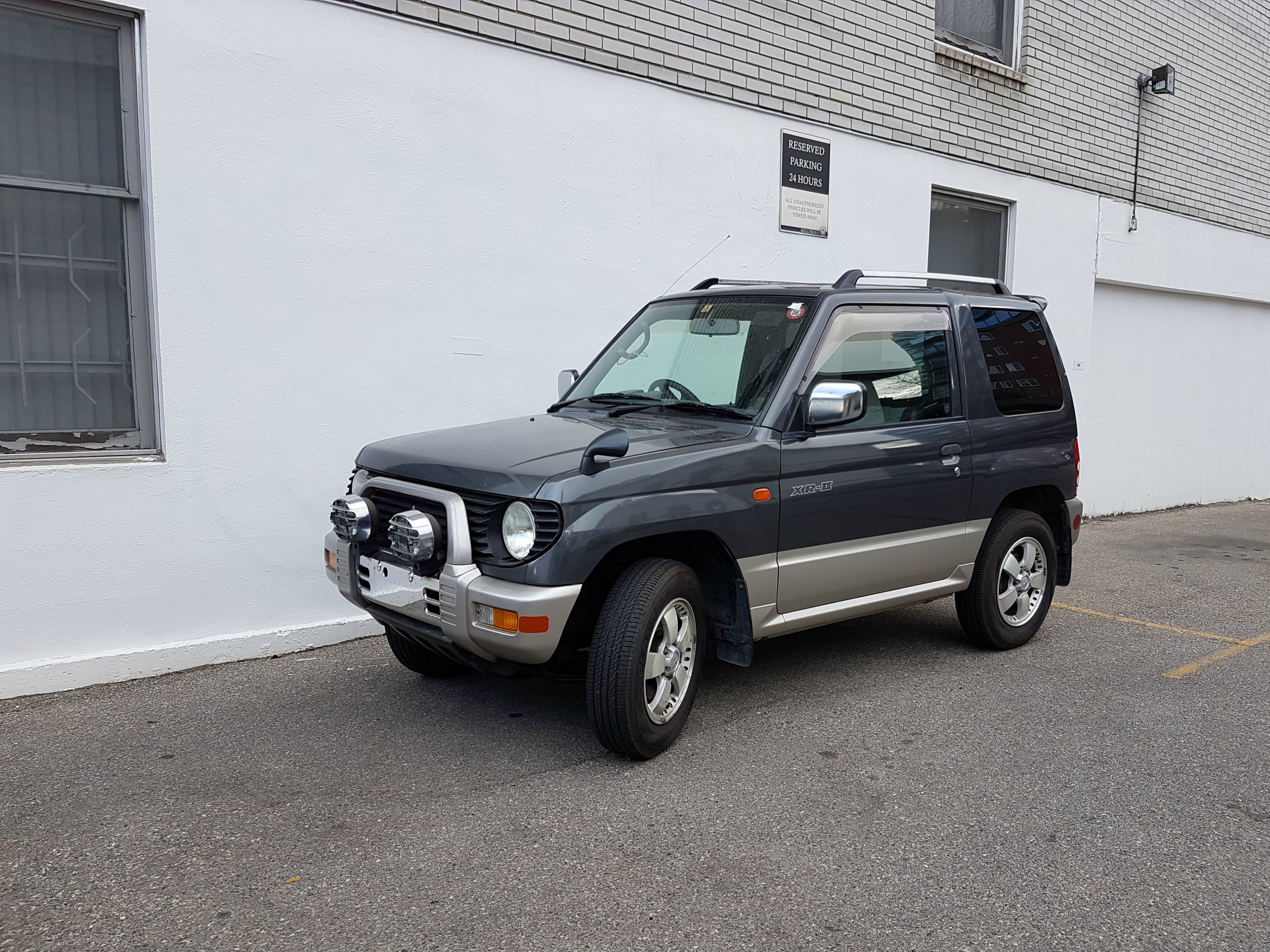
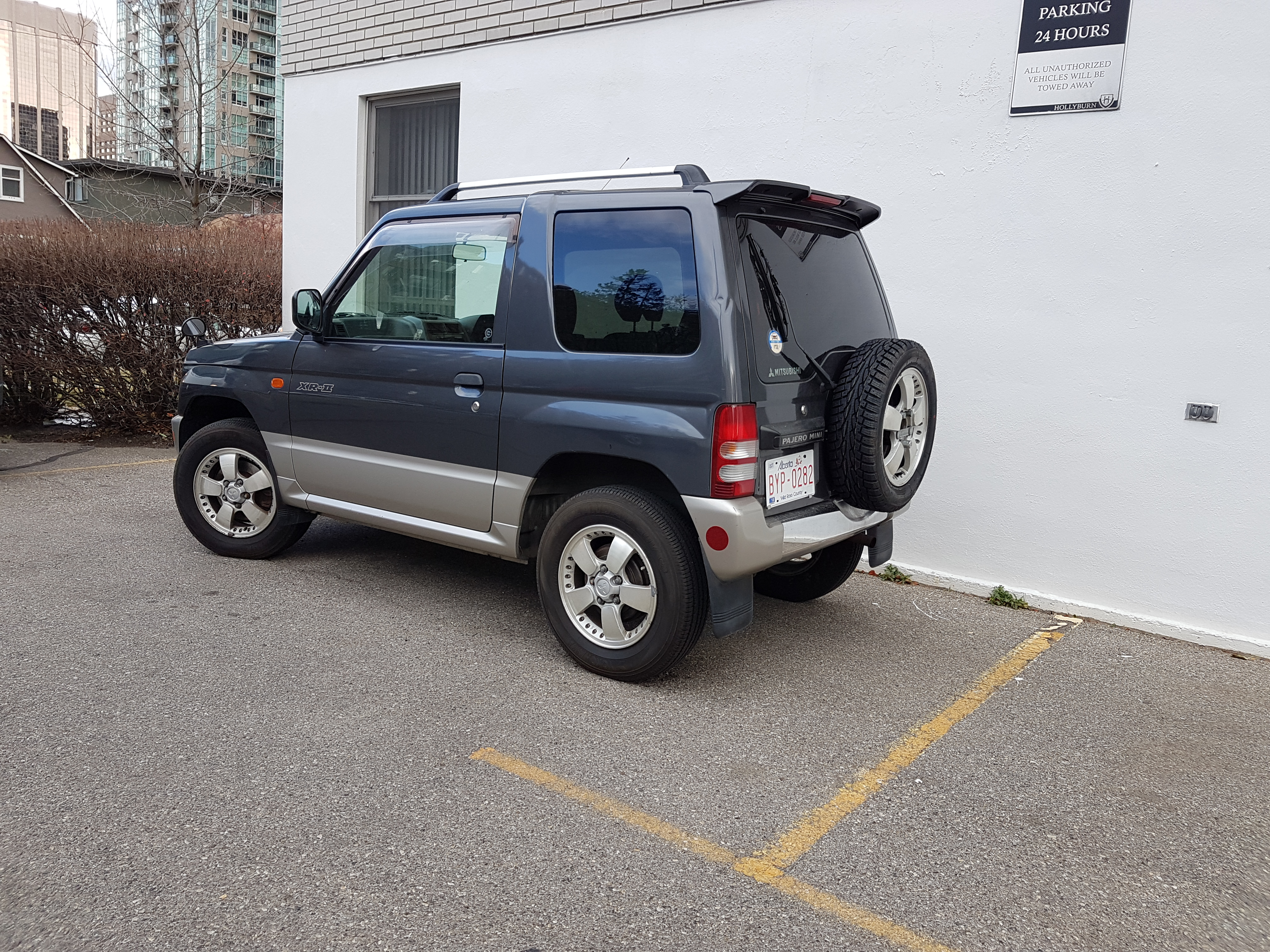
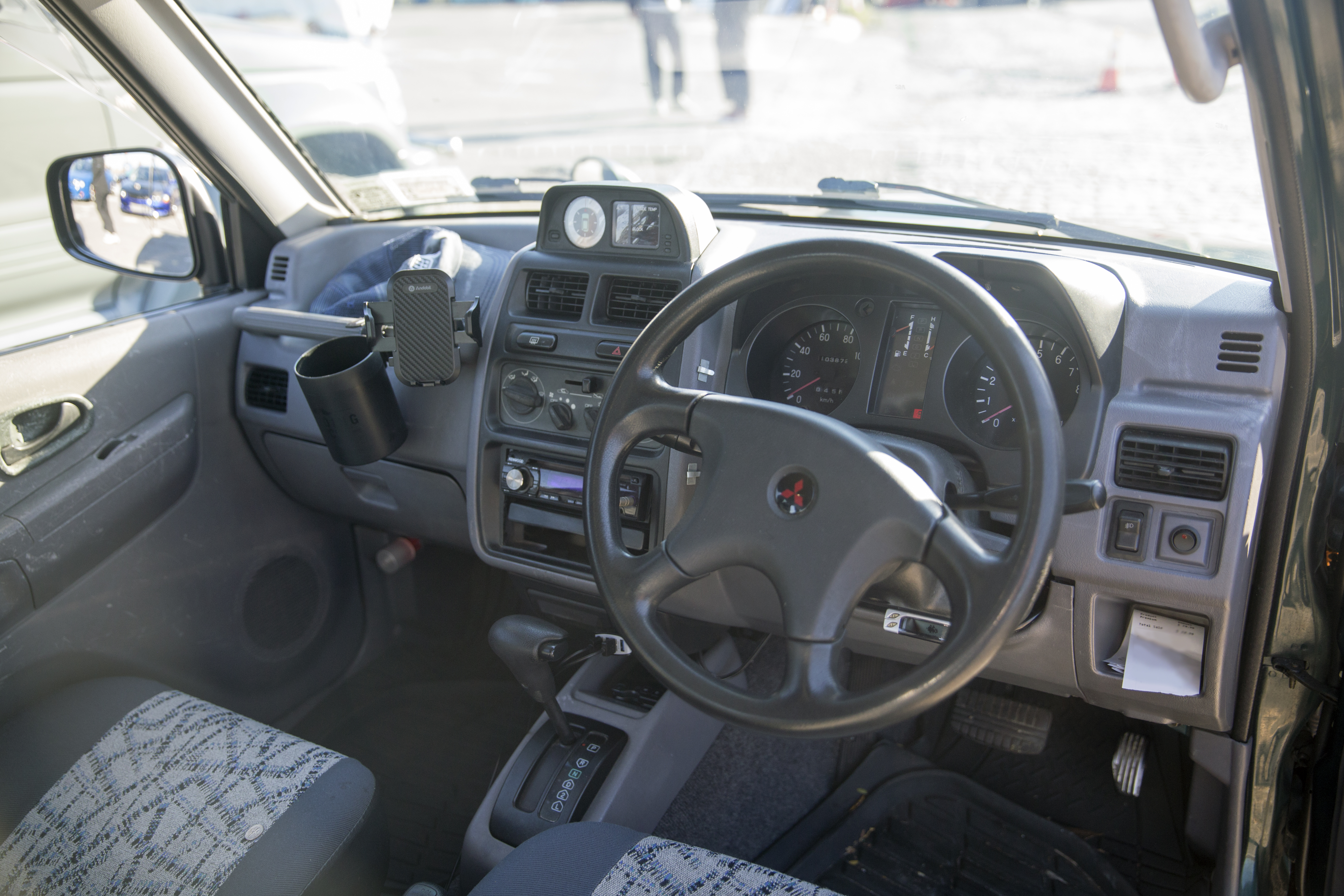
VR-II車型內裝
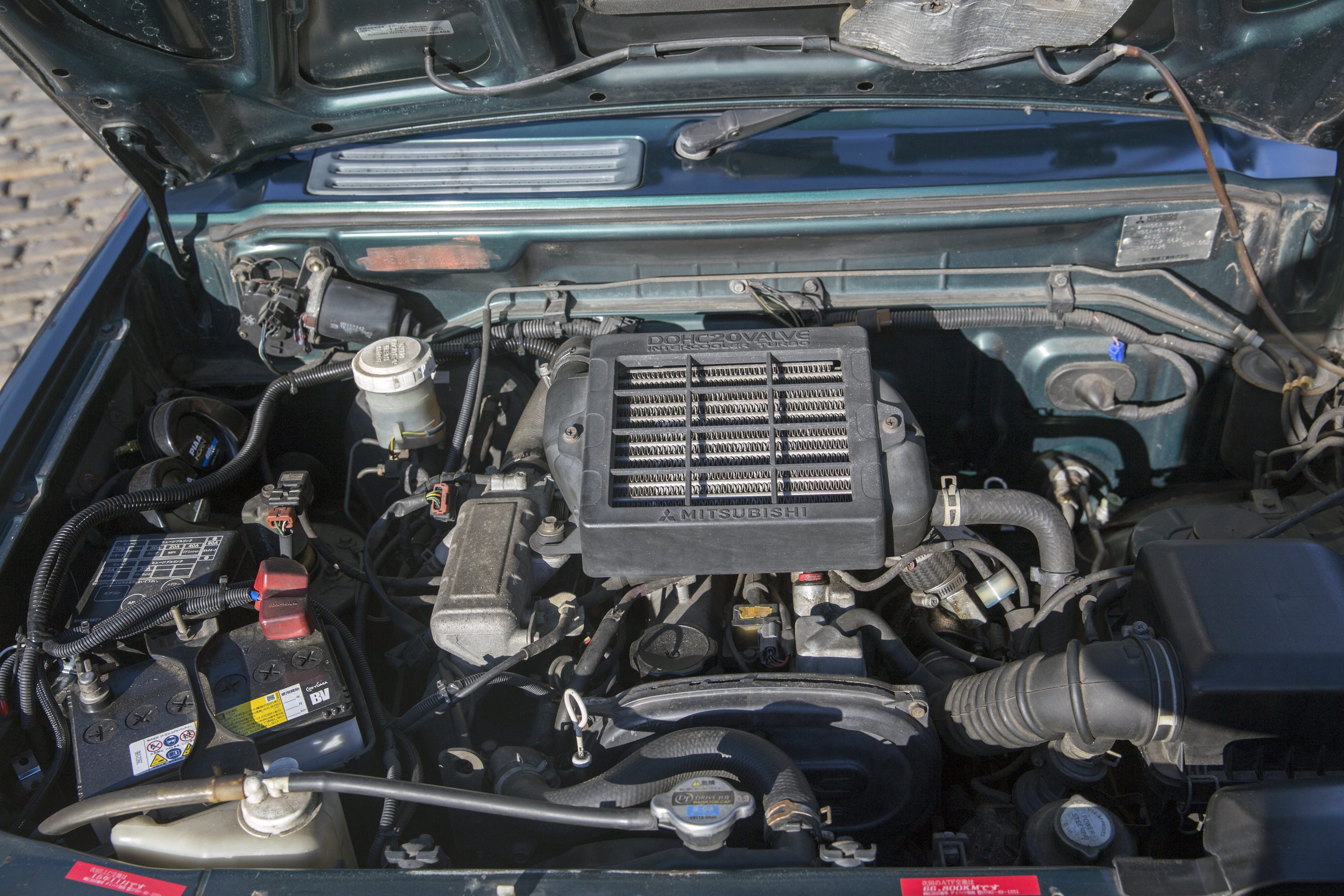
4A30型雙渦流渦輪增壓引擎
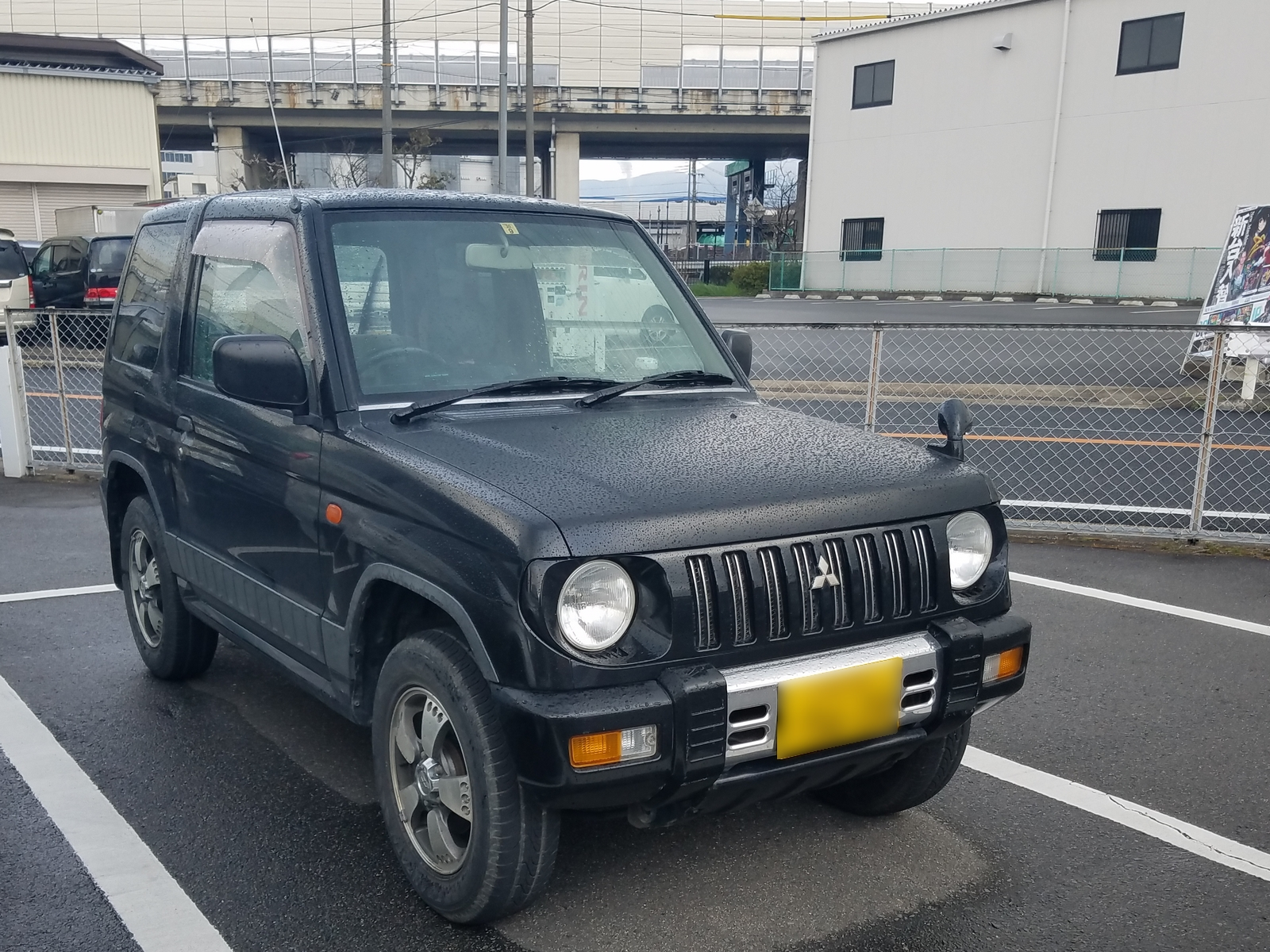
Duke X-I車型車頭
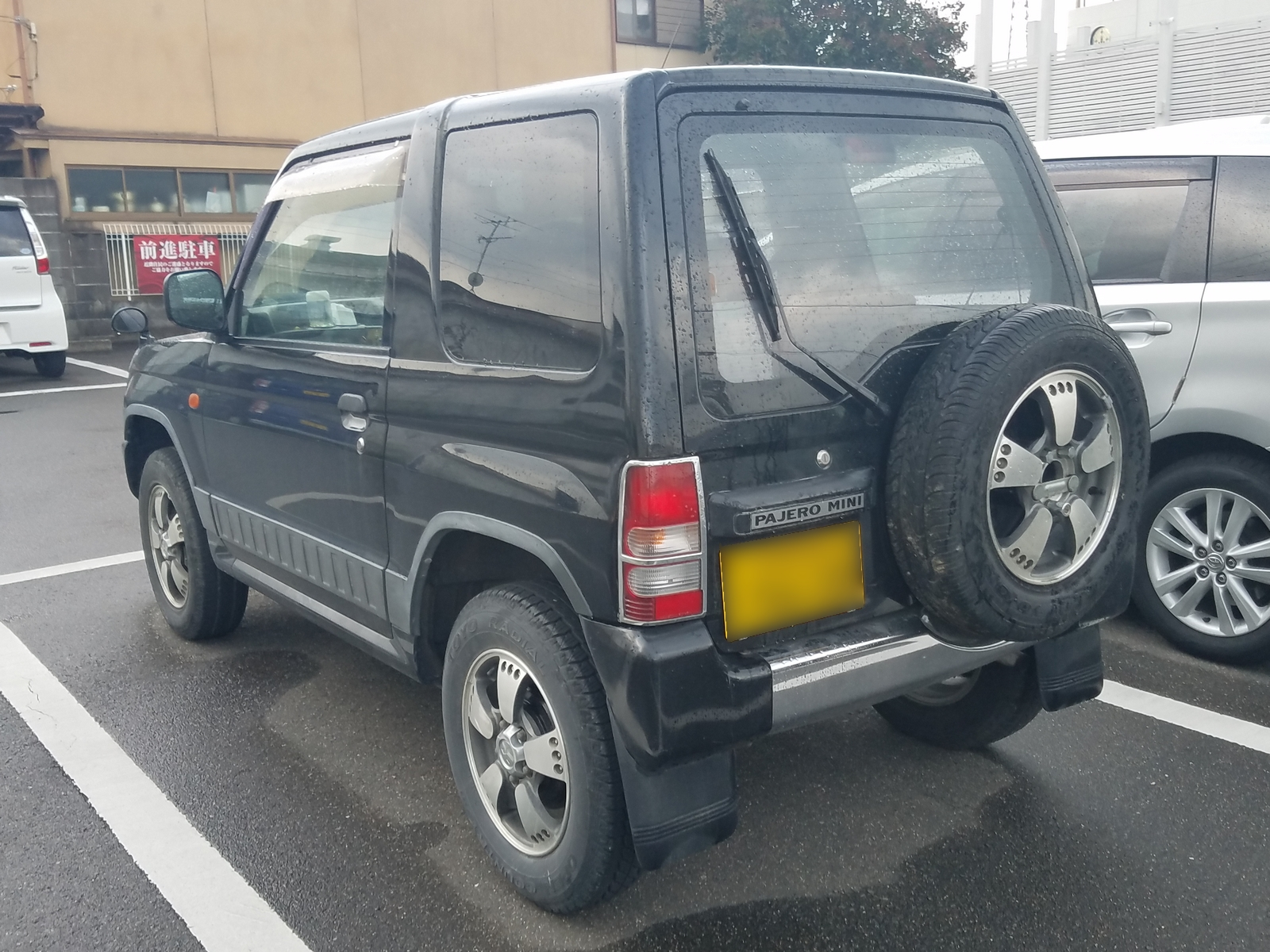
Duke X-I車型車尾

### 第二代H53/58A系（1998年-2013年）
1998年 - 為了對應輕型車變更規制，10月5日發表大改款的第二代Pajero Mini。在外觀上，位於前保桿的霧燈及方向燈從方形改成圓形。底盤仍採用單體硬殼式結構車體加上梯形車架，並具備煞車輔助系統。動力心臟為新開發採用MVV三菱縱渦層狀進氣稀薄燃燒技術之659c.c.直列四缸SOHC MVV 4A30型引擎，以及659c.c.直列四缸DOHC 4A30型雙渦流渦輪增壓引擎（附中冷器）。除了五速手排之外，原三速自排改成四速自排變速箱。車側後視鏡下半部為複合曲面鏡，增加駕駛人的可視範圍。同時也推出大改款的「三菱Pajero Mini Duke」，具備五道鍍鉻直列式格柵水箱罩、專屬空力套件（前後下巴、左右側裙、尾翼）等配備。
2000年 - 3月16日以紀念美國漫畫人物「史努比」誕生50周年而推出特仕車「Snoopy Edition」，外觀方面在雙側車身、擋泥板、輪圈中心及備胎罩等處，內裝則是椅背、車門飾板及儀表板等處皆有史努比圖案。11月21日實施部分改良，將助手席安全氣囊及預縮式安全帶列入全車系標準配備，並推出「三菱Pajero Mini Lynx」、「三菱Pajero Mini Lynx V Limited」。前者之特徵在於橫柵水箱罩與車頭燈一體化，且改成四顆圓燈，以及灰黑色內裝與黑色座椅。後者除了專屬車色及輪圈之外，另有同色之車門手把、後視鏡外殼、尾門飾板等配備。此外，歌樂2DIN CD/MD/廣播播放機皆是這兩款特仕車的標準配備。
2001年 - 10月實行部分改良，將ABS防鎖死刹車系統列入全車系標配，並發售特仕車「Snoopy Edition II」。
2002年 - 9月實施小改款，水箱罩之設計變更成二道鍍鉻橫柵，渦輪增壓動力換裝成燃油效率更佳的659c.c.直列四缸SOHC 4A30型渦輪增壓引擎（附中冷器）。同年11月30日原廠宣布，Pajero Mini的銷售累積數量為396,459輛。
2008年 - 9月3日實施第二度小改款，方向燈整合至頭燈組內，前保桿僅保留兩顆圓形霧燈。車尾備胎自右側移往中央，取消後保桿的方向燈及反光板，改成整合至尾燈組，第三煞車燈也移至後擋風玻璃內。四速自排變速器新設O/D檔，可提升油耗表現。內裝方面儀表板新增鍍鉻銀環、置杯架等，座椅改成棕色。
同年10月下旬開始OEM供應給日產汽車，車名為日產Kix。除了不同的廠徽銘牌之外，最大的差異在於水箱罩改成格柵式造型，動力也僅有659c.c.直列四缸SOHC 4A30型渦輪增壓引擎（附中冷器）一種選擇。
2012年 - 由於銷售成績一蹶不振，3月22日原廠宣布6月即將停產。同時推出「Premium Selection ～Final Anniversary～」特仕車，以黑色皮革內裝為主調，車身為雙色塗裝。

### 安全性召回
2001年2月15日原廠宣布，自翌日起召回Pajero Mini、Pajero Junior等二種車款共140,301輛以維修更換駕駛座之安全氣囊。原廠表示因控制氣囊爆開的電子迴路有問題，如果方向盤在發動引擎後行駛時遭受衝擊，在最壞的情況下可能突然爆開導致駕駛者受傷。

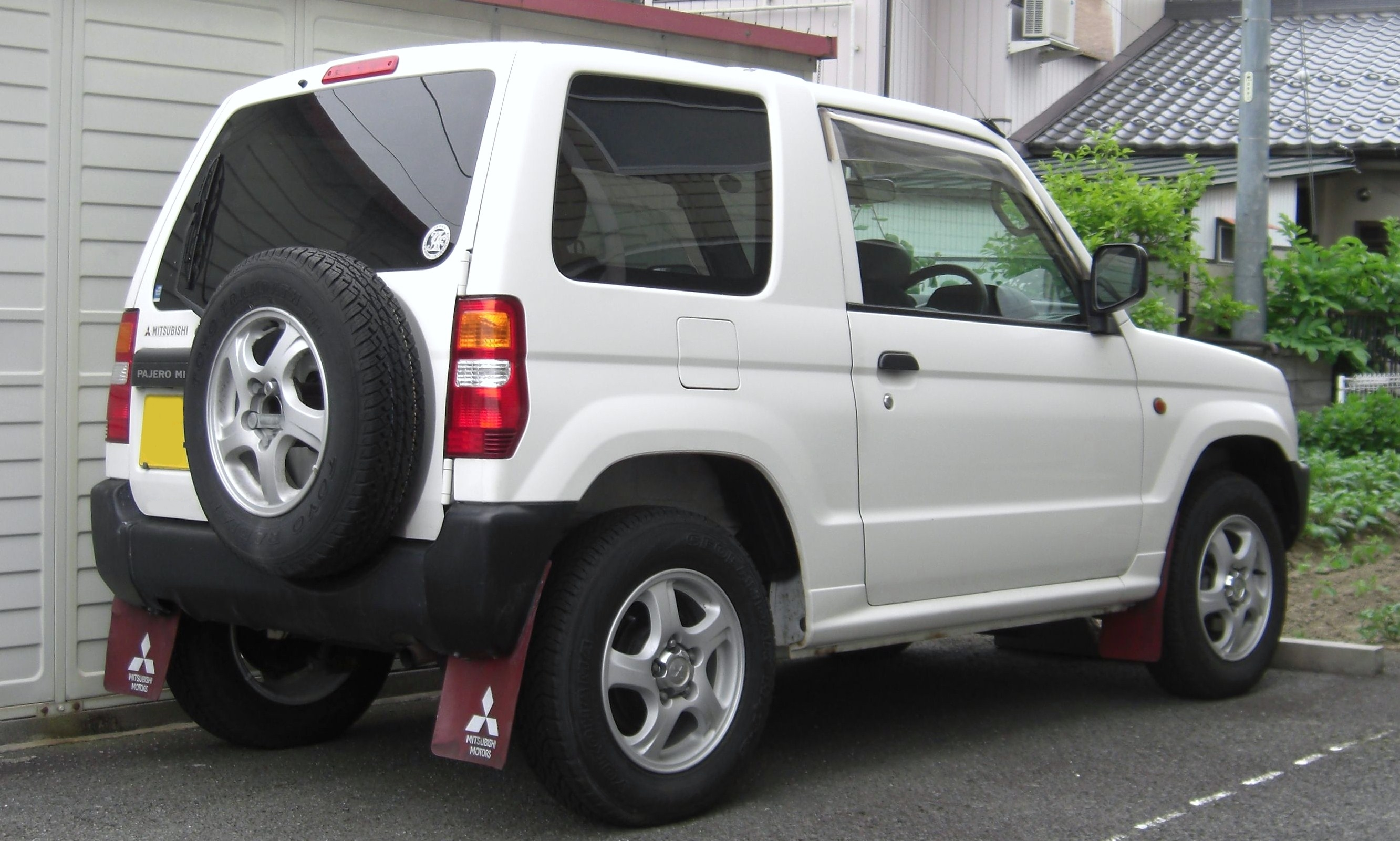
前期型車尾
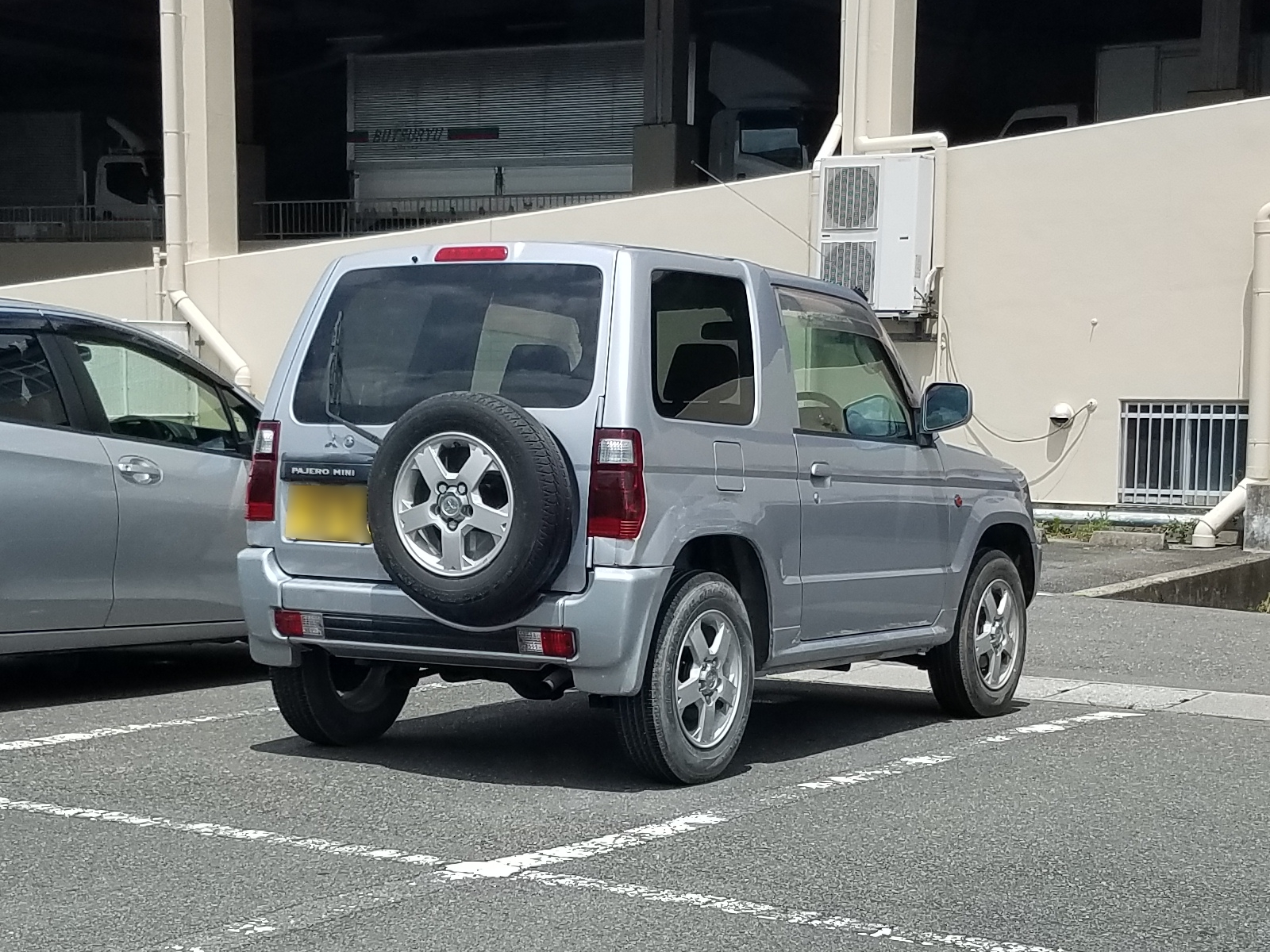
中期型車尾
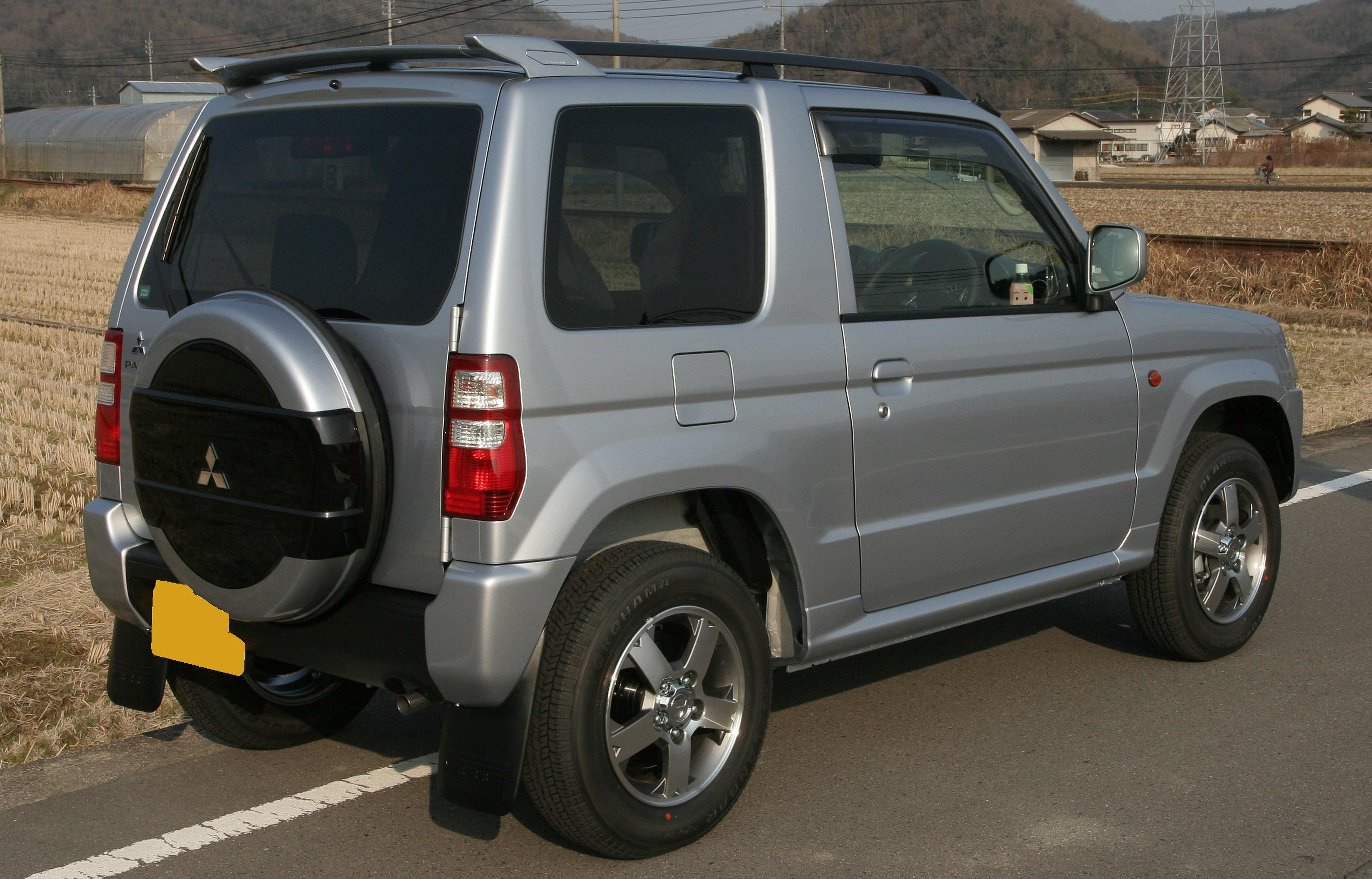
後期型車尾
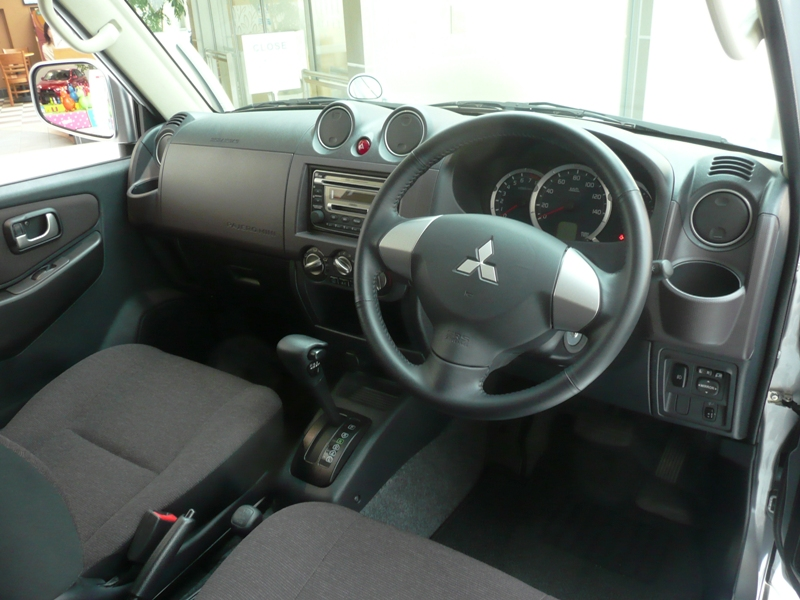
後期型車室內裝
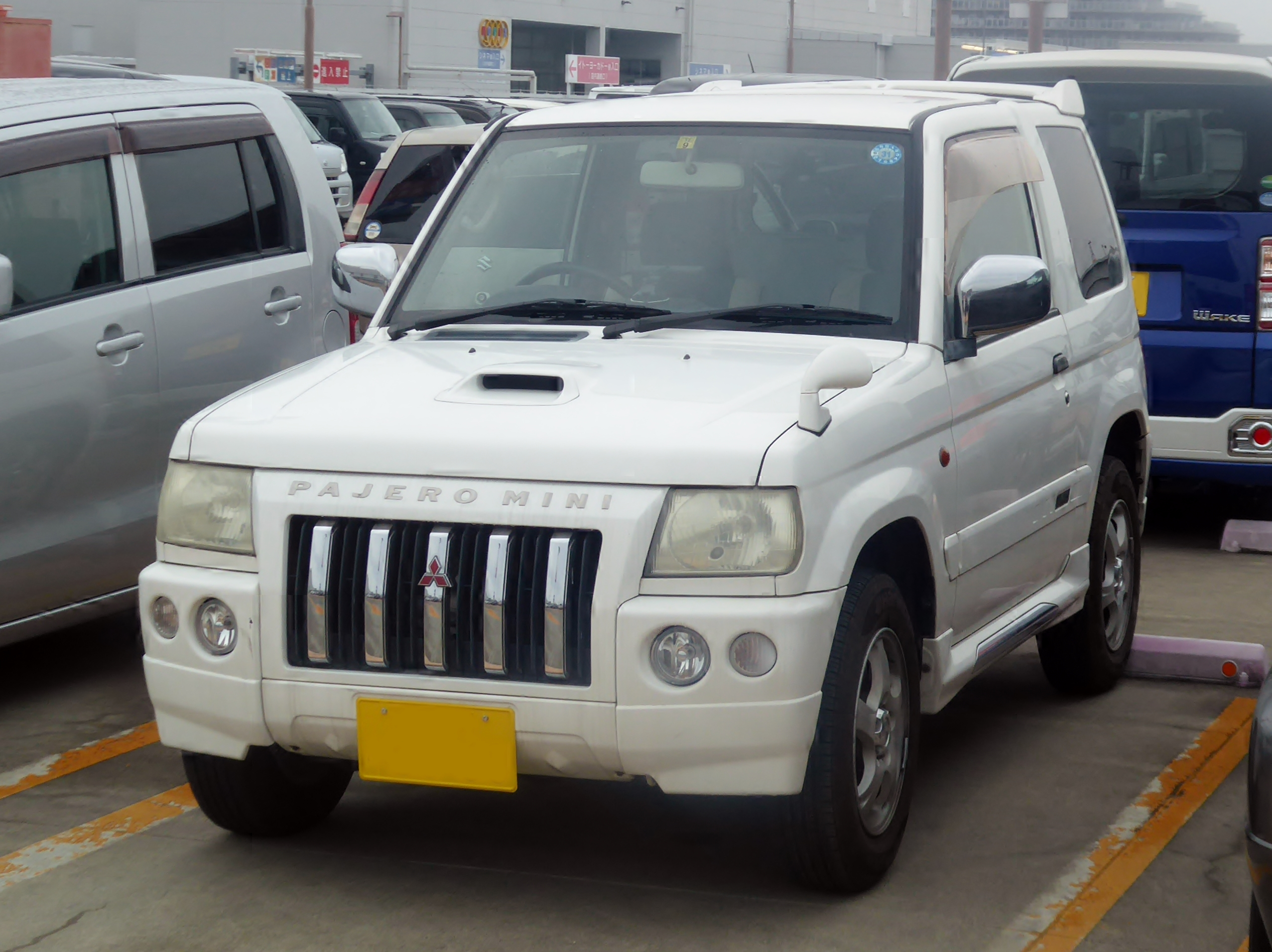
三菱Pajero Mini Duke車頭
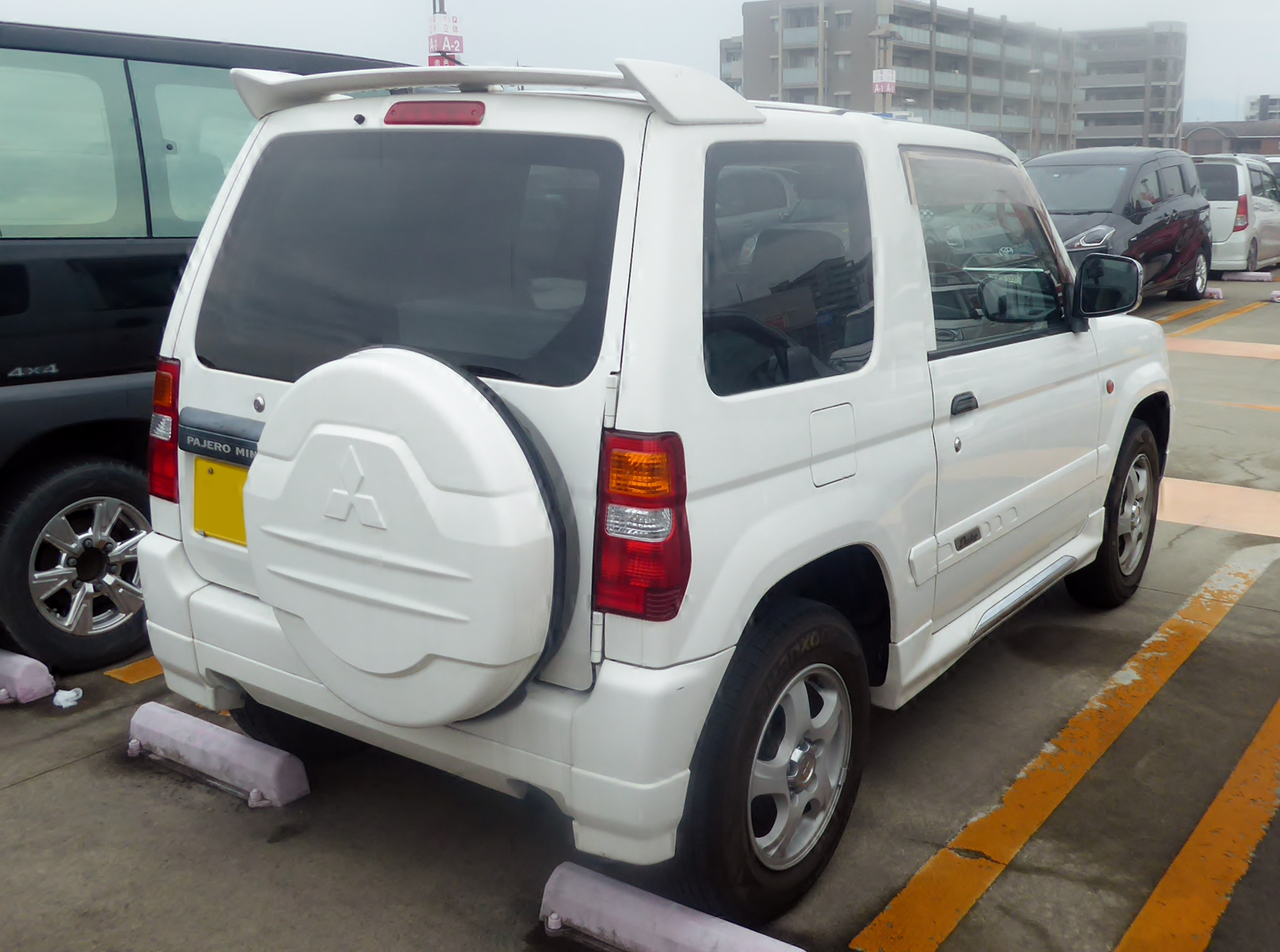
三菱Pajero Mini Duke車尾
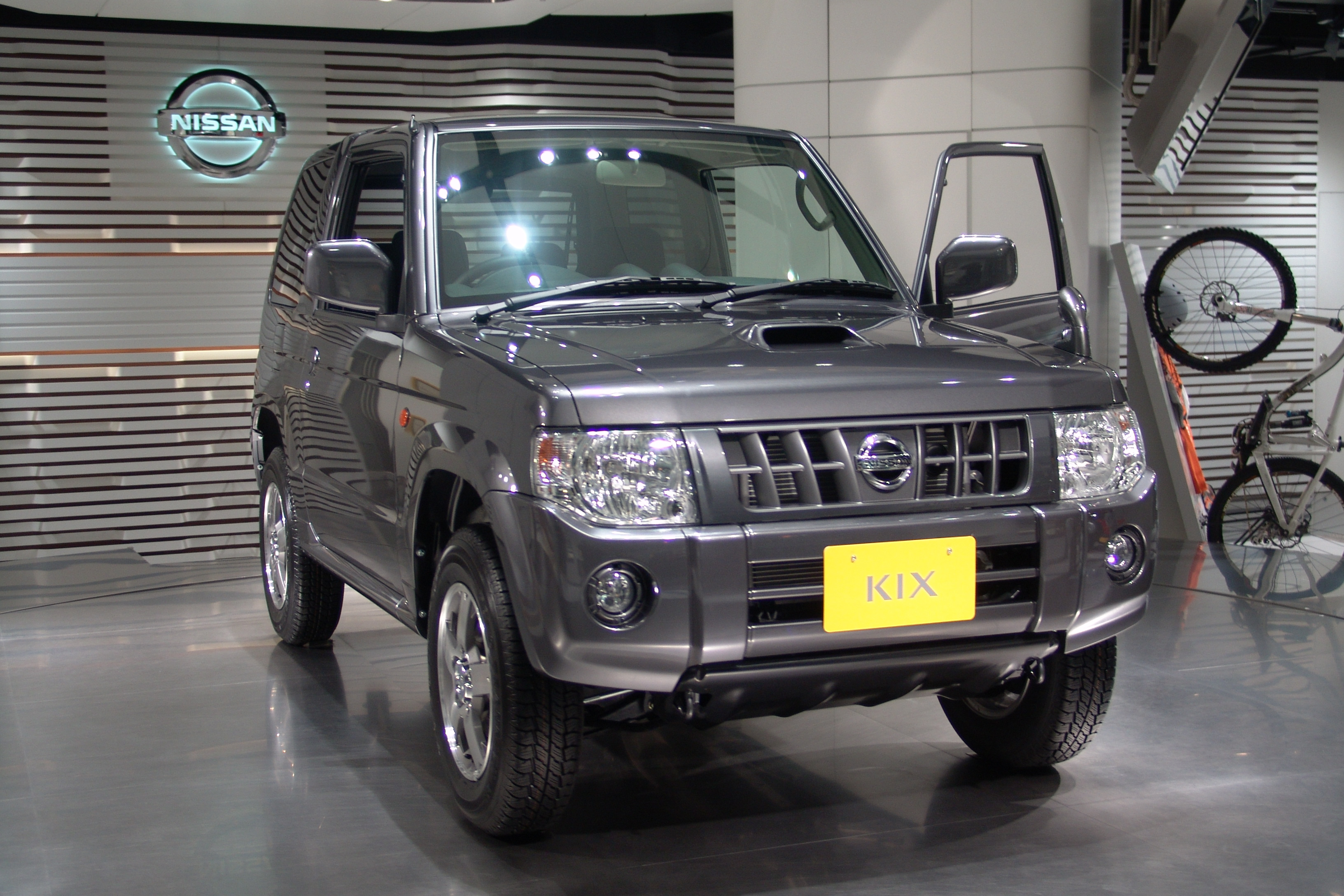
兄弟車日產Kix

## 外部連結
- （日語）名車文化研究所：パジェロミニ （页面存档备份，存于）
- （英文）Mitsubishi Pajero Mini – A Stylish Mini 4×4 （页面存档备份，存于）
- （日語）名車文化研究所：パジェロミニ （页面存档备份，存于）